# Белан-сюр-Урс
Бела́н-сюр-Урс (фр. Belan-sur-Ource) — коммуна во Франции, находится в регионе Бургундия. Департамент коммуны — Кот-д’Ор. Входит в состав кантона Монтиньи-сюр-Об. Округ коммуны — Монбар.
Код INSEE коммуны — 21058.

## Население
Население коммуны на 2010 год составляло 266 человек.
| 1962 | 1968 | 1975 | 1982 | 1990 | 1999 | 2010 |
| ---- | ---- | ---- | ---- | ---- | ---- | ---- |
| 399  | 376  | 332  | 322  | 317  | 293  | 266  |

## Экономика
В 2010 году среди 168 человек трудоспособного возраста (15—64 лет) 128 были экономически активными, 40 — неактивными (показатель активности — 76,2 %, в 1999 году было 69,6 %). Из 128 активных жителей работали 107 человек (53 мужчины и 54 женщины), безработных было 21 (12 мужчин и 9 женщин). Среди 40 неактивных 11 человек были учениками или студентами, 17 — пенсионерами, 12 были неактивными по другим причинам.